# Friedrich Hartwich
Friedrich Hartwich (* nach 1590 in Stettin; † zwischen 1644 und 1676 in Pommern) war Jurist und Sekretär des Kontors der Hanse in Bergen.

## Leben
Friedrich Hartwich wurde bereits als Kind, vermutlich um ihm die Deposition zu ersparen, an der Universität Rostock mit der nicht ganz nachvollziehbaren Herkunftsangabe Rostochiensis immatrikuliert. 1610 wird er in Rostock als Respondent erwähnt. 1614 erfolgte die zweite Immatrikulation Hartwichs mit der zutreffenden Herkunftsangabe Stetinensis
Die Älterleute der Bergenfahrer in Lübeck bestellten ihn 1634 auf Empfehlung des vormaligen Kontorsekretärs und nunmehrigen Rostocker Ratsherrn Christoph Bernhard Schrader zum Sekretär des Bergener Kontors als Nachfolger des Sekretärs Caspar Heigenius. Hartwich verfügte als Schwager des Lübecker Marienorganisten Peter Hasse über Verbindungen nach Lübeck. 1634–1644 war Sekretär des Kontors der deutschen Hanse in Bergen. Er stiftete kurz nach seiner Ankunft die Skulptur des Jakobus Maior für die Marienkirche in Bergen. In Bergen befreundete er sich mit den Organisten an der Marienkirche Lukas Hardenbeck und scheiterte in seiner Beziehung zu den Bergenfahrern an der in den Statuten des Kontors niedergelegten Regel des kaufmännischen Zölibats. 1643 wurde er Vater einer von der Tochter Hardbecks geborenen Tochter, das Kontor machte keine Ausnahme und Hartwich musste im gleichen Jahr ausscheiden. Er konnte seine Frau zwar in Lübeck heiraten, zog sich dann aber mit seiner Familie nach Pommern zurück. Einiges vom Rest seines Lebens liegt im Dunkeln. Seine Söhne Petrus und Anton Hartwich lieferten die letzten Quellen in Bezug auf diesen Kontorsekretär. Sein Nachfolger wurde der Sekretär Arnold Isselhorst.